# Citrine
Citrine è il terzo EP della cantante e attrice statunitense Hayley Kiyoko, pubblicato il 30 settembre 2016 dalla Atlantic Records.

## Titolo
L'EP si chiama Citrine perché Kiyoko è solita indossare gioielli con quarzo citrino (citrine in inglese), perché crede che esso contribuisca al suo benessere.

## Composizione
La durata dell'EP è di 18 minuti e 33 secondi. Il progetto è stato descritto come "[a collection of] electropop love songs" ("[una collezione di] canzoni d'amore electropop"). Secondo Kiyoko in questo album sente di aver davvero trovato il suo sound e se stessa. Durante un'intervista, Kiyoko ha detto che la traccia di apertura dell'EP, nonché primo singolo estratto, "Gravel to Tempo" riguarda "realizing that the only validation you need in life is from yourself," ("l'unica conferma che hai bisogno nella vita è da te stesso") e che lei ha scelto una scuola superiore come ambientazione perché "it's a pivotal moment in [one's] life where [one] naturally develop[s] insecurities." ("è un momento centrale nella vita di ognuno, dove si sviluppano le insicurezze)" "Pretty Girl", una delle canzoni preferite di Kiyoko dell'EP, descrive l'apprezzamento per tutte le belle ragazze che le sono passate accanto - apprezzamento che però non ha potuto condividere nella vita reale. Mentre "Palace", l'ultima traccia, è secondo lei la canzone più potente dell'album dal punto di vista del testo, dove il tema centrale è il superamento di un lutto con un atteggiamento positivo.

## Promozione
Il rilascio dell'EP è stato preceduto da quello del singolo "Gravel To Tempo" il 5 agosto 2016, uscito insieme ad un video, mostrato in anteprima su Refinery29 e poi pubblicato su YouTube e Vevo, secondo il metodo che ha seguito per tutti i suoi video da questo EP in poi. Il singolo è stato la sua prima pubblicazione con la major Atlantic. La traccia "Pretty Girl" è stata pubblicata un giorno prima dell'EP, con un'anteprima su Paper. Il video ufficiale della canzone "One Bad Night" è uscito in anteprima su Vice l'11 ottobre 2016. Nel video musicale, diretto dalla stessa Kiyoko, recita la personalità transgender Erin Armstrong e l'attore americano Kelvin Harrison Jr; il video esplora una storia che parla di compassione umana. Il 20 ottobre, Kiyoko si è esibita al Wonderland di MTV. Il 16 febbraio 2017 è stato pubblicato un remix della canzone "Palace" del produttore Justin Caruso, per promuovere la canzone, su PopMatters e poi è stato rilasciato anche su altre piattaforme digitali il giorno seguente.
Per promuovere l'EP, Kiyoko ha fatto il tour “The One Bad Night Tour 2016”, iniziato il 2 novembre 2016, insieme alla band di supporto ARIZONA.

## Tracce
1. Gravel to Tempo – 3:39 (Hayley Kiyoko, Cecil Bernardy, Jonathan Dorr)
2. Ease My Mind – 3:20 (Kiyoko, Nicole Morier, Bernardy, Dorr)
3. Pretty Girl – 3:37 (Kiyoko, Bernardy, Dorr)
4. One Bad Night – 3:56 (Kiyoko, Nikki Flores, Bram Inscore)
5. Palace – 4:01 (Kiyoko, Flores, Bernardy, Dorr)

## Classifiche
| Classifiche (2016)            | Posizione massima |
| ----------------------------- | ----------------- |
| Nuova Zelanda (Heatseekers)   | 6                 |
| Stati Uniti (Top Heatseekers) | 4                 |